# 機動新世紀GUNDAM X
《機動新世紀GUNDAM X》（機動新世紀ガンダムX、After War Gundam X）是1996年4月5日至12月27日，於日本朝日電視台與朝日電視網部分地區的電視動畫，全39話。
本作與《機動武鬥傳G GUNDAM》及《新機動戰記GUNDAM W》常被並稱為「平成三部曲」。

## 製作發展
在《新機動戰記GUNDAM W》結束之後，矢立肇第一次以美少年為賣點成功將鋼彈的招牌打進女性觀眾市場，於是在本作也想以同樣的模式推出，並加深男女主角的愛戀感進一步鞏固女性觀眾。但由於劇情上跟《機動戰士ZGUNDAM》還有《機動戰士GUNDAMZZ》太過相仿而讓觀眾沒有新鮮感。
撥出之後前半段劇情過於貧乏枯燥讓觀眾難以留在電視機前，且同樣是鋼彈駕駛員的威茲、羅亞比存在感低落與前作主角群都有吃重戲份呈現反差，再加上主要反派的弗羅斯特兄弟動機薄弱讓本作一口氣把《機動武鬥傳G GUNDAM》和《新機動戰記GUNDAM W》重新建立起的收視市場又打回原型。雖然在主角群進入宇宙後劇情明快了起來，但依舊無法挽回觀眾的信心，原本預定超過40集的內容最後僅39集被Sunrise下令腰斬，在當時是繼《機動戰士GUNDAM》之後第二部被腰斬的鋼彈動畫。

## 故事簡介
戰後紀元（After War、A.W.）15年，舞台在人類和地球受到毀滅性破壞的大戰──第7次宇宙戰爭後荒廢的地球。
由於戰爭成為孤兒的主角嘉羅德以回收和奪取機動戰士為生計。有一天受到委託，內容是希望奪回被綁架到自由號戰艦上的少女蒂法。對蒂法一見鍾情的嘉羅德，因為蒂法見到委託人時的膽怯模樣而帶著她一起逃走。
在蒂法的引導下，嘉羅德找到了傳說的MS「鋼彈X」。2人歷經幾番曲折，和自由號戰艦艦長賈米爾一起踏上旅程尋找被稱為「NewType」的人們。

## 登場角色

### 自由號
嘉羅德·蘭（Garrod Ran，日：高木涉／港：蘇強文／台：李明幸）
15歲。性格開朗，討厭失敗，有著天真以及擅作主張的一面。父親為聯邦軍的技術人員使他也善於機械，後來父母因戰爭而雙亡，自此以「禿鷹」身分搶奪MS維生。身手敏捷善盜竊，擁有能搶奪一台正活動中的MS的身手。看似魯莽的駕駛方式卻有天才般的直覺反應與學習力。
受到委託前往自由號擄走蒂法，從此一見鍾情，並因為偷竊來的G-Con而意外啟動廢棄的鋼彈X，幾經波折後正式在自由號上為保護蒂法而與各路人馬交戰。
於續篇漫畫《NEXT PROLOGUE「若有你相伴」》中跟蒂法居於北美「南鳳凰城自治區」（サウスフェニックス自治區）以販賣機體零件予廢品屋維生。
蒂法·安迪爾（Tiffa Adill，日：金井美香／港：陸惠玲／台：龍顯蕙）
15歲。戰後唯一確認為自然產生的新人類。從年幼起被作為研究材料而在心靈留下烙印的她，漸漸封閉自己的內心變得沉默寡言，被賈米爾救出並安置在自由號裡。與嘉羅德相遇後就非常信任並一直跟隨著，漸漸打開心扉後積極為自由號服務，負責一些簡單的勞動以及新人類的感知。偶爾作夢時會作出預知夢告知大家目標去向。
故事後期遭到宇宙革命軍擄走，使大家上宇宙拯救她。期間多次感應到「D.O.M.E.」的存在，並向各路人馬警示，終戰時，在眾人努力下，指引各路人到達「D.O.M.E.」並得知其真相。
於續篇漫畫《NEXT PROLOGUE》與嘉羅德同居，似乎負責家務瑣事，心理也細膩了許多。
賈米爾·尼特（Jamil Neate，日：堀內賢雄／港：招世亮／台：田志傑）
30歲。自由號的艦長，新人類，原為舊聯邦軍的王牌駕駛員，曾駕駛鋼彈參與第七次宇宙戰爭，但卻招致軍民們的憎惡，因其為扣下衛星加農炮的扳機破壞墜落的殖民地而反使革命軍更激烈地投下更多殖民地導致地球瀕臨毀滅，自此獲得「駕駛艙恐懼症」的創傷，連帶喪失了新人類能力。
劇中已為「禿鷹」之一，江湖上與同道略有交情。為了保護那些在戰爭中被作為道具使用的新人類而開啟尋找他們的旅途。
初期非常厭惡嘉羅德，一系列事件後開始接納他，並成為長輩般的存在，最終漸漸得克服了「駕駛艙恐懼症」，駕駛GX分裂者出擊。
威茲·蘇（Witz Sou，日：中井和哉／港：黎伟明／台：梁興昌）
17歲。受自由號雇用的傭兵，性格衝動易怒，看似有著守財奴的一面，但真正目的是為了當傭兵掙錢以養活自己的弟弟妹妹以及後來再婚的母親。曾一度因賈米爾過往離開自由號。
羅亞比·羅伊（Roybea Loy，日：山崎巧／港：鄺樹培→馮錦堂）
18歲。受自由號雇用的傭兵，性格輕浮的美男子，愛搭訕女性，豔遇也甚多，與威茲共同活動，也曾一度因賈米爾過往離開自由號。其駕駛的班豹鋼彈為自身摯愛的女性所贈送。長期受聘下而自掏腰包於自由號艦內改建了一間娛樂室供大家休憩。
莎拉·泰雷爾（Sala Tyrrell，日：嘉數由美／港：雷碧娜）
19歲。自由號的操作員兼副艦長，有如職業女性般嚴肅認真。對賈米爾抱有愛戀，因此對能親近他的蒂法帶有嫉妒心。
托尼婭·瑪姆（Toniya Malme，日：三石琴乃／港：沈小蘭）
17歲。自由號的通訊員，褐皮膚金髮的造型，性格奔放心直口快，在舉手投足間呈現自己的時髦奔放而又不失女人魅力的個性，偶有不會察言觀色的時候。
信吾·森（Shingo Mori，日：中村大树／港：李錦綸）
20歲。自由號的操舵手，平常溫和但偶爾會生氣。技術了得，即使換乘宇宙用的「自由號II」也是看完說明書就能得心應手。
安妮·艾爾（Ennil El，日：本多知惠子／台：錢欣郁／港：黃麗芳）
19歲。自由MS駕駛員，身材姣好穿著火辣。父母雙亡，父親「那達·艾爾」曾為宇宙革命軍情報部少將，後遭憎恨革命軍的地球居民殺害。遺傳自父親關係駕駛MS技術高超，其機體皆塗裝為藍色。
對嘉羅德感到興趣並試圖誘惑失敗後，便憤恨的開始追擊著嘉羅德與自由號。後因數度跟自由號交集並遭遇一些事故開始以游擊戰方式對抗新聯邦，最後加入自由號協力。
似乎原本要設定一台專屬於她的鋼彈「埃斯佩蘭薩II」，礙於篇幅並未出場。
卡利斯·羅迪拉斯（Carris Nautilus，日：水谷優子／台：錢欣郁／港：何國星）
15歲。北美北部的福特塞邦（フォートセバーン）市出身，市長打造的人造新人類，因為人造的關係，有著名為「突觸綜合症（シナップス・シンドローム）」的突發神經痛症狀。天真無邪的理想主義者。曾一度以新人類之力大敗嘉羅德。
後被從帕特利亞的生體單元中成功救出，開始自己的贖罪旅途並與各地反抗組織聯合。最終將宇宙戰艦以「自由號」之名讓渡予自由號一行人，成為今後的「自由號II」，自己也伴隨而行。
於續篇漫畫《NEXT PROLOGUE》中為新聯邦效力，並獲得了專屬的莫分鋼彈。
泰克斯·法森伯格（Techcs Farzenbarg，日：中博史／港：陳欣）
36歲。自由號的船醫，很好相處，是成員們的好顧問，從內外傷到心理諮詢全權一手包辦。
奇多·薩魯薩米爾（Kid Salsamille，日：熊井統子／台：錢欣郁／港：盧素娟）
自由號的整備組長。12歲。自稱「天才少年」，有無愧於自稱的超卓技術讓比他年紀大的整備員們信服並聽命行事。熱衷於改造機體，經常蒐集強力零件，不但替GX提供分裂者武裝等，更為另外兩台鋼彈增設新裝備，也在看到G獵鷹後擅自動手改造。
帕菈·西斯（Pala Sys，日：長澤美樹／港：沈小蘭）
反宇宙革命軍抵抗組織「薩蒂里孔（サテリコン）」的成員，為第7次宇宙大戰的宇宙難民中的第一批新生兒，在她被組織收留時父母與大半難民皆死去。個性活潑，身材豐滿，雖與嘉羅德同齡但顯得更成熟，負責駕駛15年前第7次宇宙大戰的鋼彈專用輔助機-G獵鷹。

### 新地球統合聯邦政府（新聯邦）
夏基亞·弗羅斯特（Shagia Frost，日：森川智之／港：何国星／台：李景唐）
19歲。弗羅斯特雙胞胎兄弟中的兄長，個性冷靜沉著。兄弟倆皆有不假手他人得勝且吃敗就要完整從對方身上贏回來的扭曲戰鬥美學。兩人皆為新聯邦特工以俘虜新人類為目標，新聯邦正式成立前假裝為自由MS駕駛員。兩兄弟具有能互相精神同調的「雙胞胎同調」能力，能夠彼此心靈感應分享所見所聞，而且反應值及駕駛技術優秀，某程度上其實都是新人類的一種，可惜兄弟倆皆不能使用閃光系統、因此不能使用G子機、亦不能像蒂法一樣預知未來及與D.O.M.E. 連線登錄衛星微波炮之使用權限。而被新人類研究所所長評為「分類F」，意思是級別只達到F 級的低級新人類，但更深層的意思是「F」ake，新人類的冒牌貨。因不被認同繼而憤世嫉俗，欲求抹殺所有新人類相關人事物與現有體制來建立自己的時代。
隨著劇情走向一直與弟弟以他人為踏腳石步步高升，最終兩人皆從上尉一路爬至少將進入中樞地位。
歐魯巴·弗羅斯特（Olba Frost，日：佐佐木望／港：陳卓智／台：王哲生）
弗羅斯特兄弟中的弟弟。和哥哥一樣冷酷無情，個性較為不服輸，經常伴隨哥哥夏基亞行動，偶爾會衝動行事。擁有開運輸機也能打贏MS的高強實力。
菲克斯·布拉德曼（Fixx Bloodman，日：青森伸／港：林保全→黃子敬／台：梁興昌）
新聯邦政府重建委員會領袖，及後為新聯邦軍總司令。視新人類為武器，同時畏懼他們，擔心新人類會打亂他認為的秩序，因此要求捕捉、控制新人類。一直主張與宇宙革命軍開戰，成為第八次宇宙戰爭的起因之一
卡托克·阿魯扎米爾（Katokk Alzamille，日：广濑正志）
新聯邦軍特種部隊隊長，階級為上尉，為人叛逆且我行我素。宣稱第七次宇宙戰爭時，賈米爾最初擊落的殖民衛星裡有著妻兒，因而對新人類懷恨在心
德曼爾·格萊福（Demar Griffe，日：遊佐浩二）
新聯邦的新人類候補之一，階級為少尉，在非洲戰線立下汗馬功勞，人稱「白色死神」。
德溫特·朗格拉夫（Duett Langraph，日：真殿光昭）
新聯邦的新人類候補之一，階級為少尉，號稱「東部戰線的獵人」。有雙重人格，非戰鬥時是溫厚青年，戰鬥狀態時則變化為獰猛的獵人。
米爾萊·德萊杜（Milra Draid，日：津久井教生）
新聯邦的新人類候補之一，階級為少尉，被稱為「不死身的殺人機器」。對「死」有著獨特的哲學，甚至對此憧憬。
阿貝爾·鮑爾（Abel Bauer，日：中村秀利／港：鄺樹培）
新聯邦的新人類候補之一，階級為中尉，活躍於太平洋戰線。是新人類研究所內唯一與閃光系統有合適率的人，儘管新人類覺醒機率低，最後於嘉羅德等人對戰時覺醒成新人類使用閃光系統。
卡倫·拉特（Caron Latt，日：浦和惠）
新人類研究所所長，將新人類視為道具的女性。對弗羅斯特雙胞胎兄弟被評為「分類F」並無惡意，只是基於研究結果判斷。

### 宇宙革命軍
蘭斯洛·達威爾（Lancerow Dawell，日：竹村拓／台：梁興昌／港：陳卓智→鄺樹培）
一頭紅髮的宇宙革命軍上校，賈米爾的勁敵，也是名新人類的王牌駕駛。也同樣的與賈米爾在第七次宇宙戰爭後失去新人類能力，但仍留在軍中率領教導部隊，不過對軍隊優待新人類的風氣反感。性格冷靜沉穩，對世界的未來有大局視野。
扎德爾·拉索（Zaidel Rasso，日：岸野一彦）
宇宙革命軍總統，以新人類為中心的新人類主義作為意識形態，但對新人類的力量沒有興趣，只想將之神格化，妄圖得到地球而發動「大麗花作戰」，企圖直接以武力征服。
尼可拉·法法斯（Nicola Fafas，日：梅津秀行／港：鄺樹培／台：李景唐）
新人類研究所所員，真身為宇宙革命軍間諜。將蒂法帶往宇宙。
諾莫爾·朗（Nomoa Long，日：中田和宏）
福特塞邦市市長，其真實身份是宇宙革命軍的科學家「多拉特博士」。在第七次宇宙戰爭期間，他負責指揮“紫丁香作戰”。其作戰為利用新人類專用的超巨型MA帕特利亞搭配5架貝迪可直襲地球聯邦總部但失敗告終，墜落於地球後便將藏於城市地下。
雖然帕特利亞威力無比，但要駕駛必須將一名新人類封裝在囊狀器內，將其意識消除，只能潛心地駕駛和攻擊。諾莫爾在戰爭結束後私自把帕特利亞藏在塞佛爾市的地底下。在之後的十多年裏，他一直在秘密從事着人工新人類的研究，目的是想再次啓動帕特利亞對舊地球聯邦進行報復。

### 其他
馮·阿爾塔尼提夫（Von Alternative，日：藤本讓）
「阿爾塔尼提夫公司」社長，舊聯邦的技術官員，戰後操縱前北美的軍事設施並設立會社，早已得悉蒂法的新人類能力並企圖得手而雇用弗羅斯特兄弟。
修拉·蘇（Shora Sou，日：橫尾麻里）
威茲的母親。37歲。因丈夫的死於MS而非常反對MS相關事務。在威茲離家期間與一名酒保再婚了。
奥妮米姆·蘇（Onimim Sou，日：天野由梨）
威茲的妹妹，家中的大姊。16歲。
塞莉亞·蘇（Saeria Sou，日：冬馬由美）
威茲的雙胞胎小妹。9歲。
科朵露·蘇（Koltol Sou，日：江森浩子）
威茲的雙胞胎小妹。9歲。
德拉索·蘇（Drasso Sou，日：高乃麗）
威茲的弟弟。12歲。
露姬兒·利利安多（Lutil Liliant）
舊聯邦軍的新人類部隊成員，覺醒的很早而作為新人類教育士官，當時才20歲，也是賈米爾所傾慕的人與上司。後在革命軍的戰鬥中被破壞了精神，並被作為能讓一定範圍兵器失效的「L系統」生體零件。
威利斯·阿拉米斯（Willis Alamis，日：森久保祥太郎／港：梁偉德）
艾斯塔爾德人民共和國的國家主席。年僅20歲。雖自父親身上繼位，但優柔寡斷且沒有自覺。
旁白、D.O.M.E（日：光岡湧太郎／港：招世亮、李錦綸／台：李景唐）
全稱「Depths Of Mind Elevating（直譯「深度腦部昇華」），表面上為月面微波發送設施，自舊聯邦時期以來為最高級機密，實際上為封印被稱為「First NewType（ファーストニュータイプ）」的世界第一位新人類的禁忌之地。其身體被以基因等級的操作進行分解，並將其做成系統放入設施當中，但仍擁有自我意識，能操縱尚在設施的「G BIT D.O.M.E.」。

## 登場機體
鋼彈X
通稱GX，舊地球聯邦軍所開發的決戰用規格MS，最大的特徵為背部搭載必須藉由新人類腦波進行感應認證，且月亮可見的天候下才可開啟的衛星加農砲（本在戰時可以透過中继衞星供電），透過接收月面發射的微波能源，能發揮出遠超一般同作品的宇宙戰艦火砲等級、甚至是與核彈或衛星兵器匹敵的強大破壞力。
此外，GX本身尚搭載了能透過新人類的腦波對無人MS─G子機進行遠端操作、進行集團作戰的閃光系統。本機共至少建造了三台，一架投入戰鬥，一架存放在地球戰後保留，剩下一架被摧毀。劇中嘉羅德·蘭駕駛的為被保留在地球的1號機，而賈米爾於大戰時駕駛的為2號機。於續篇《若有你相伴》中利用舊聯邦資料把鋼彈X分裂者裝備恢復為原來的GX，並性能提升了30%，配色變成淺藍色塗裝並稱其為3號機。
鋼彈X分裂者
又譯鋼彈X分頻砲裝備型，GX戰損後利用自由號所存放的各式零件重新改裝成的型態，主武裝改成盾牌內裝擴散光束砲與輔助噴射器的分裂者及光束機關槍，背部受損的衛星砲組件摘除後改為大出力噴射器。
雖然失去了衛星加農砲的強大破壞力，但作為MS本身的性能卻獲得顯著的提升。於終章第8次大戰過後恢復回GX。
空中霸王GUNDAM
舊聯邦軍開發的鋼彈型MS之一，最大的特徵在於搭載了變形結構，能夠透過變形來強化機動力。同GX一樣擁有控制G子機（無人MS）的機能，似乎早於GX問世，估計是無人機用核彈反擊墜落衛星的行動。
爆裂空中霸王GUNDAM
在艾斯塔爾德防衛戰中，空中霸王GUNDAM遇上了機動性更勝一籌的新聯邦空戰MA加迪爾，雖然最後以險勝收場，機體卻也被打得殘破不堪，之後透過艾斯塔爾德國軍的協助將空中霸王GUNDAM大幅改造，除了機動性提升以外，也讓火力得到強化，機身的紅色塗裝也一併改成藍色。
斑豹鋼彈
同樣是舊聯邦軍開發的鋼彈型MS之一，全身上下裝備著以飛彈和機砲為首的大量火器，具備相當優異的遠距離壓制火力。同樣本身擁控制無人機的功能，預期作為陸戰用，但最後被用在太空并為GX護衛戰鬥。裝備S-1裝置並將武裝更換為魚雷即可水下作戰。
毀滅斑豹鋼彈
自由號離開艾斯塔爾德時，遭遇了新聯邦軍的大型試作MS阻攔，最後是由斑豹鋼彈捨身以零距離的全彈齊射為所有人打出破口，但斑豹鋼彈也因此遭到重創。之後由技師基德藉此機會將之大幅改裝，獲得了比之前要更充沛的火力，塗裝則是從青綠色改成紅色。
鋼彈DX
由地球聯邦軍拾取殘骸秘密開發的MS，機體性能比起X大幅提升，最大賣點為衛星加農砲增為雙管，而其衛星系統（Satellite System）是用賈米爾·尼特曾駕駛的鋼彈X（Gundam X）2號機上下載下來，因此不必仰賴新人類進行初次認證即可使用。
與GX一樣透過與右手操縱桿一體化的G-Con啟動，但因為機體本身的系統有相當多的地方是使用自賈米爾的GX，因此被嘉羅德一行人用GX的G-Con啟動並奪走。後期與G獵鷹合體後可於空中飛行，成為名副其實的機動火藥庫。
G獵鷹（G-Falcon）
- 型號：GS-9900
- 駕駛員：帕菈·西斯
- 全長：18.8公尺
- 重量：6.1公噸
- 裝甲：月球鈦合金（Luna Titanium）
- 武裝：

擴散式光束加農砲（Scattering Beam Cannon）x2
追蹤飛彈（Homing Missile）x20
火神砲（Vulcan）x2
華沙哥鋼彈（Gundam Virsago）
- 型號：NRX-0013
- 駕駛員：夏基亞·弗羅斯特
- 全高：17.8公尺
- 重量：8.1公噸
- 武裝：

音速巨砲（Megasonic Gun）x1
光束軍刀（Beam Saber）x1
攻擊鉤爪（Stirke Claw）x2
光束加農砲（Beam Cannon）x2
火神砲（Vulcan）x2
華沙哥鋼彈破壞者（Gundam Virsago Chest Breake）
- 型號：NRX-0013-CB
- 駕駛員：夏基亞·弗羅斯特
- 全高：17.8公尺
- 重量：8.3公噸
- 武裝：

三重音速巨砲（Triple Megasonic Gun）x1
光束軍刀（Beam Saber）x1
攻擊鉤爪（Stirke Claw）x2
光束加農砲（Beam Cannon）x2
阿斯特龍鋼彈（Gundam Ashtaron）
- 型號：NRX-0015
- 駕駛員：歐魯巴·弗羅斯特
- 全高：19.5公尺
- 重量：10.2公噸
- 武裝：

原子巨鉗（Atomic Scissors）x2
光束加農砲（Beam Cannon）x2
光束加農砲（Beam Cannon）x4；MA型態用
光束軍刀（Beam Saber）x1
- 特殊裝置：

可變型機構
阿斯特龍鋼彈隱藏者（Gundam Ashtaron Hermitcrab）
- 型號：NRX-0015-HC
- 駕駛員：歐魯巴·弗羅斯特
- 全高：19.5公尺
- 重量：12.8公噸
- 武裝：

原子巨鉗（Atomic Scissors）x2
光束加農砲（Beam Cannon）x2
機關加農砲（Machine Cannon）x4；MA型態用
光束軍刀（Beam Saber）x1
衛星發射器（Satellite Launcher）x1；MA型態用
- 特殊裝置：

可變型機構

## 製作人員
- 企畫：日昇
- 原作：矢立肇、富野由悠季
- 監督：高松信司
- 系列構成：川崎裕之
- 人物設計：西村誠芳
- 機體設計：大河原邦男、石垣純哉
- 美術監督：佐藤勝
- 攝影監督：大神洋一
- 音樂：樋口康雄
- 音響監督：浦上靖夫
- 編輯：邊見俊夫
- 製作合作：電通、創通代理店
- 製片人：梶淳（第1話－第26話）、岩本太郎（第27話－第39話）、木村純一（朝日電視台）、富岡秀行（日昇）
- 製作：朝日電視台、日昇

## 主題曲
片頭曲
「DREAMS」（第1話－第26話）
作詞、作曲、編曲：RO-M / 主唱：ROMANTIC MODE
「Resolution」（第27話－第39話）
作詞：西脇唯 / 作曲：  / 編曲：、鈴川真樹 / 主唱：ROMANTIC MODE
片尾曲
「HUMAN TOUCH」（第1話－第13話、第39話）
作詞：Susanne Marie Edgren / 作曲・編曲：Tom Keane / 主唱：Warren Wiebe
「HUMAN TOUCH（日文版）」（第14話－第26話）
作詞：Susanne Marie Edgren / 日文詞：許瑛子 / 作曲：Tom Keane / 編曲：須藤賢一 / 主唱：re-kiss
「銀色Horizon」（第27話－第38話）
作詞： / 作曲：濱田金吾 / 編曲：TOM KEAN / 主唱：

## 各話列表
每一集的标题都取自剧中人物的台词。在前一集的下集预告中伴随着剧中人物的对话出现。 此外，全剧的剧本是由川崎裕之负责，这里将被省略。播出日期以朝日電視台的播出日期为准。
| 集数 | 副标题 | 报幕角色          | 分鏡       | 演出     | 作画監督                   | 播出日期      |
| ---- | ------ | ----------------- | ---------- | -------- | -------------------------- | ------------- |
| 1    |        | 賈米爾·尼特       | 高松信司   | 森邦宏   | 西村誠芳                   | 1996年 4月5日 |
| 2    |        | 蒂法·安迪爾       | 高松信司   | 渡邊哲哉 | 佐久間信一 藁谷均          | 4月12日       |
| 3    |        | 夏基亞·弗羅斯特   | 湊屋夢吉   | 原田奈奈 | 西村誠芳                   | 4月19日       |
| 4    |        | 賈米爾·尼特       | 吉本毅     | 吉本毅   | 佐久間信一 藁谷均          | 4月26日       |
| 5    |        | 賈米爾·尼特       | 高松信司   | 森邦宏   | 西村誠芳                   | 5月3日        |
| 6    |        | 莎拉·泰雷爾       | 西森章     | 南康宏   | 藁谷均 佐久間信一          | 5月10日       |
| 7    |        | 嘉羅德·蘭         | 日高政光   | 原田奈奈 | 西村誠芳                   | 5月17日       |
| 8    |        | 安妮·艾爾         | 西森章     | 吉本毅   | 佐久間信一 藁谷均          | 5月24日       |
| 9    |        | 泰克斯·法森伯格   | 湊屋夢吉   | 森邦宏   | 西村誠芳                   | 5月31日       |
| 10   |        | 卡利斯·羅迪拉斯   | 日高政光   | 渡邊哲哉 | 佐久間信一 藁谷均          | 6月7日        |
| 11   |        | 賈米爾·尼特       | 千明孝一   | 原田奈奈 | 西村誠芳                   | 6月14日       |
| 12   |        | 諾莫爾·朗         | 西澤晋     | 南康宏   | 佐久間信一 藁谷均          | 6月21日       |
| 13   |        | 卡利斯·羅迪拉斯   | 森邦宏     | 森邦宏   | 西村誠芳                   | 6月28日       |
| 14   |        | 嘉羅德·蘭         | 高松信司   | 渡邊哲哉 | 佐久間信一 藁谷均          | 7月5日        |
| 15   |        | 羅亞比·羅伊       | 西森章     | 原田奈奈 | 筱雅律                     | 7月12日       |
| 16   |        | 蒂法·安迪爾       | 日高政光   | 南康宏   | 西村誠芳                   | 7月19日       |
| 17   |        | 蒂法·安迪爾       | 西森章     | 森邦宏   | 佐久間信一 藁谷均          | 7月26日       |
| 18   |        | 歐魯巴·弗羅斯特   | 谷口悟朗   | 谷口悟朗 | 西村誠芳                   | 8月2日        |
| 19   |        | 露姬兒·利利安多   | 日高政光   | 日高政光 | 筱雅律                     | 8月9日        |
| 20   |        | 安妮·艾爾         | 渡邊哲哉   | 渡邊哲哉 | 佐久間信一 藁谷均          | 8月16日       |
| 21   |        | 卡托克·阿魯扎米爾 | 西森章     | 南康宏   | 西村誠芳                   | 8月23日       |
| 22   |        | 卡托克·阿魯扎米爾 | 森邦宏     | 森邦宏   | 佐久間信一 藁谷均          | 8月30日       |
| 23   |        | 蒂法·安迪爾       | 湊屋夢吉   | 原田奈奈 | 西村誠芳                   | 9月6日        |
| 24   |        | 嘉羅德·蘭         | 高松信司   | 渡邊哲哉 | 筱雅律                     | 9月13日       |
| 25   |        | 李·傑克森 （リー・ジャクソン）    | 南康宏     | 南康宏   | 佐久間信一 藁谷均          | 9月20日       |
| 26   |        | 威茲·蘇           | 西森章     | 岡本英樹 | 西村誠芳                   | 9月27日       |
| 27   |        | 李·傑克森         | 東海林真一 | 森邦宏   | 佐久間信一 藁谷均          | 10月5日       |
| 28   |        | 嘉羅德·蘭         | 湊屋夢吉   | 越智浩仁 | 西村誠芳                   | 10月12日      |
| 29   |        | 蒂法·安迪爾       | 西森章     | 渡邊哲哉 | 佐久間信一 藁谷均          | 10月19日      |
| 30   |        | 蒂法·安迪爾       | 東海林真一 | 原田奈奈 | 西村誠芳                   | 10月26日      |
| 31   |        | 賈米爾·尼特       | 西森章     | 南康宏   | 佐久間信一 藁谷均          | 11月2日       |
| 32   |        | 蘭斯洛·達威爾     | 日高政光   | 岡本英樹 | 西村誠芳                   | 11月9日       |
| 33   |        | 嘉羅德·蘭         | 越智浩仁   | 越智浩仁 | 藁谷均                     | 11月16日      |
| 34   |        | 嘉羅德·蘭         | 森邦宏     | 森邦宏   | 西村誠芳                   | 11月23日      |
| 35   |        | 卡利斯·羅迪拉斯   | 渡邊哲哉   | 渡邊哲哉 | 佐久間信一 藁谷均          | 11月30日      |
| 36   |        | 歐魯巴·弗羅斯特   | 高松信司   | 南康宏   | 西村誠芳                   | 12月7日       |
| 37   |        | 賈米爾·尼特       | 東海林真一 | 原田奈奈 | 佐久間信一 藁谷均          | 12月14日      |
| 38   |        | D.O.M.E.          | 越智浩仁   | 越智浩仁 | 西村誠芳                   | 12月21日      |
| 39   |        | 旁白              | 高松信司   | 森邦宏   | 西村誠芳 佐久間信一 藁谷均 | 12月28日      |

## 漫畫
機動新世紀GUNDAM X
由時田洸一作畫的漫畫版。共三冊。除本篇故事外，有收錄共2話的外傳《新人類戰士 賈米爾·尼特》，故事時間點設置在《GUNDAM X》本篇故事發生前15年，即A.W.0001年。
機動新世紀GUNDAM X UNDER THE MOONLIGHT
略稱「U·T·M」，於角川書店發售的漫畫雜誌「GUNDAMACE」連載。故事時間為《GUNDAM X》本篇故事发生后9年，即A.W.0024年。漫畫共4集單行本。
機動新世紀GUNDAM X NEXT PROLOGUE「若有你相伴」
2018年3月23日發售的「機動新世紀鋼彈X Blu-Ray紀念盒」中附錄，由高松信司監修、川崎裕之負責故事。故事時間為本篇結局一年後，人物聚焦在嘉羅德、蒂法、卡利斯為主。

## 外部連結
- 機動新世紀GUNDAM X官方網站 （页面存档备份，存于）（日語）